# Adélaïde Gavaudan
Pour les articles homonymes, voir Gavaudan.
Marie-Françoise-Adélaïde Gavaudan dite Mlle Gavaudan cadette et surnommée Spinette, née en 1767 et morte en 1805, est une artiste lyrique française.

## Biographie
Adélaïde Gavaudan est la fille de Denis Gavaudan et de Catherine Calmen, donc sœur d’Anne-Marie-Jeanne, de Jean-Baptiste-Sauveur et d’Émilie Gavaudan, belle-sœur d'Étienne Lainez, Pierre Gaveaux et Alexandrine-Marie-Agathe Ducamel (dite « Madame Gavaudan »), ainsi que tante maternelle de Bosquier-Gavaudan et des sœurs Jeanne-Marie-Françoise Gontier-Gavaudan (1784 - après 1834) (dite « Aglaë Gavaudan cadette ») et Louise Élisabeth Gontier-Gavaudan (dite d'abord « Rosette Gavaudan l'aînée ») : ils sont tous des représentants, de droit ou d'acquis, de la famille Gavaudan, très active sur la scène lyrique et théâtrale parisienne dans les décennies avant et après la Révolution, tant à l'Opéra que dans les milieux de l'Opéra comyque et du Théâtre des Variétés.
Son père, maître de musique en province, entre en 1778 au Concert Spirituel et au chœur de l'Académie Royale de Musique comme haute-contre, rejoignant sa fille Anne-Marie-Jeanne admise l'année précédente. Presque tout de suite, pourtant, il meurt prématurément et l'institution engage Adélaïde dans le chœur et un autre fils comme danseur. Quelques ans plus tard, une troisième fille, Émilie, rejoindra également le chœur et le plus jeune des fils, Jean-Baptiste-Sauveur, sera embauché d'abord comme commis.
En 1780, elle est engagée avec sa sœur Émilie, par Madame Marie-Anne Donvilliers, du théâtre des « Jeunes Comédiens du roi » de la Muette.
Le 18 juillet 1782, « la sœur de la Dlle Gavaudan, de l'Opéra » débute au Théâtre italien de Paris, par le rôle de Mme Saintclair, dans une reprise de La Fausse Magie de Gretry. Le commentateur anonyme du « Journal de Paris » exprime son appréciation positive pour les compétences artistiques de la jeune débutante (aussi bien pour la voix, « très-agréable et très-flexible », que pour « la finesse » et « l'expression » de « la figure »), tout en ne cachant pas des doutes sur son aptitude à tenir l'emploi des duègnes auquel on semble vouloir l'affecter à la Comédie Italienne. D'après Arthur Pougin, elle aborde aussi tout de suite les rôles d'Alix, dans Les Trois fermiers de Dezède, et d'Aline, dans La Belle Arsène de Monsigny, mais elle n'est pas engagée par cette troupe et revient donc au chœur de l'Opéra, où elle est déjà annoncée, pour le 24 septembre, comme l'une des quatre nymphes de l'acte de ballet Daphné et Apollon d'Anton Mayer.
« Les Spectacles de Paris » l'indiquent dans le statut de coriphée en 1784, dans celui d'« adjointe », parmi les artistes solistes, deux ans plus tard. 1787 est son « année de merveilles » grâce surtout à deux rôles brillants et spirituels : celui de l'impertinente et gracieuse Aglaé dans l'opéra-féerie Alcindor de Dezède et Floquet, et celui de l'« intrigante et coquette » Spinette dans Tarare de Salieri, qui lui vaudra le sobriquet définitif de Spinette.
Dans les années qui suivent, elle est très active à l'Opéra et, contrairement à sa sœur aînée, sa carrière continue de progresser jusqu'à ce qu'en février 1791, elle assume son premier rôle titulaire dans Cora de Méhul. Après cette date, probablement en lien avec les événements de la Révolution, elle s'enfuit brièvement en Allemagne, mais seulement pour en revenir bientôt à Paris, où elle se voit confier divers rôles dans la nouvelle production lyrique révolutionnaire (dans laquelle, d'ailleurs, les personnages féminins sont résolument manquant). Elle incarne Laurette dans Le Triomphe de la République (Gossec), début 1793, Télèphe dans Miltiade à Marathon (Lemoyne), en novembre de la même année, et une des vieilles mères de famille dans La Rosière républicaine (Grétry), le 2 septembre 1794. En mars 1793 elle avait aussi joué le rôle de Suzanne dans un arrangement bizarre des Noces de Figaro de Mozart en français. Elle sera encore sur la brèche en 1797 apparaissant sur scène dans le rôle mineur de Cléone dans une reprise de Castor et Pollux de Rameau.
Elle reste dans la troupe de l'Opéra, dans les diverses nouvelles dénominations assumées par l'ancienne Académie Royale de Musique, jusqu'en 1799, date à laquelle elle obtient une pension de 1000 livres. Après quoi, on dit souvent qu'elle se produirait quelques années au Théâtre Feydeau, mais cela semble plutôt improbable. Les sources ne donnent aucun nom de productions lyriques auxquelles elle aurait participé, et la situation est rendue plus compliquée par le fait que la troupe de l'époque comprenait déjà sa sœur Émilie et deux de ses nièces, qui portaient le patronyme Bousquier, mais qui avaient pris les noms de scène de Rosette et Aglaë Gavaudan et que l'on appelait souvent « Mlle Gavaudan aînée » et « Mlle Gavaudan cadette », tout comme jadis leurs tantes à l'Opéra.
Afin d'éviter les malentendus, dans les livrets du Théâtre Feydeau les chanteuses de la famille Gavaudan sont souvent indiquées avec leurs noms et prénoms professionnels, mais il y a aussi des cas où l'on n'écrit que « Gavaudan cadette ». Cependant, il s'agit très probablement d'Aglaë : pour Adélaïde l'appellation de « cadette » avait déjà été abandonnée dans les derniers livrets de l'Opéra après les adieux de sa sœur aux scènes (quand il n'y avait donc plus de risque de confusion); et il est concevable qu'au Théâtre Feydeau elle aurait été appelée par son prénom et son nom, comme on le faisait déjà pour sa sœur Émilie.
Après sa retraite, Adélaïde retourna probablement en Allemagne, où elle mourut à Hambourg en 1805.

## Création
À l'Académie royale de musique
- 1782 : Daphné et Apollon, acte de ballet d'Anton Mayer, livret de Louis-Guillaume Pitra, le 24 septembre, rôle d'une nymphe[6].
- 1783 :
  - Alexandre aux Indes, opéra en trois actes de Nicolas-Jean Lefroid de Méreaux, livret d'Étienne Morel de Chédeville, le 26 août, rôle d'une femme de la suite d'Axiane.
  - Didon, tragédie lyrique en trois actes de Niccolò Piccinni, livret de Jean-François Marmontel, le 16 octobre, rôle de Phénice.
  - Chimène ou le Cid, tragédie lyrique française, d'Antonio Sacchini, livret de Nicolas-François Guillard, 16 novembre, rôle d'une femme de la suite de Chimène.
- 1784 :
  - La caravane du Caire (en), opéra-ballet en trois actes d'André Grétry, livret d'Étienne Morel de Chédeville, le 15 janvier, rôle d'une Hongroise.
  - Les Danaïdes, tragédie lyrique en cinq actes d'Antonio Salieri, le 19 avril, rôle d'une des filles de Danaus.
  - Diane et Endymion, de Niccolò Piccinni, livret de Jean-François Espic de Lirou, le 7 septembre, rôle de l'Amour.
- 1785 : Panurge dans L’Île des Lanternes, d'André Grétry, livret d'Étienne Morel de Chédeville, le 25 janvier, rôle d'Agarène.
- 1786 :
  - Œdipe à Colone, d'Antonio Sacchini, le 4 janvier, rôle d'Ériphyle.
  - Phèdre (en), opéra de Jean-Baptiste Moyne, livret de François-Benoît Hoffman, le 26 octobre, rôle d'Œnone[15].
  - Les Horaces, tragédie lyrique en trois actes, livret de Nicolas-François Guillard, musique d'Antonio Salieri, le 2 décembre, rôle d'une suivante de Camille[16].
- 1787 :
  - Alcindor, opéra-féerie en trois actes, livret de Marc-Antoine-Jacques Rochon de Chabannes ; musique de Nicolas Dezède, le 17 avril, rôle d'Aglaé.
  - Tarare, opéra, musique d'Antonio Salieri, livret de Pierre-Augustin Caron de Beaumarchais, le 8 juin, rôle de Spinette[17].
- 1789 : Les Prétendus de Lemoyne, livret de Marc-Antoine-Jacques Rochon de Chabannes, le 2 juin, rôle de Julie.
- 1790 : Les Pommiers et le Moulin, de Jean-Baptiste Lemoyne, le 22 janvier, rôle de Rosette.